# Wilhelm Hermann Niemeyer
Wilhelm Hermann Niemeyer (* 20. Juni 1788 in Halle (Saale); † 22. März 1840 ebenda) war ein deutscher Mediziner und Hochschullehrer.

## Leben

### Herkunft und Familie
Niemeyer war der älteste Sohn des Theologen August Hermann Niemeyer (1754–1828) und dessen Ehefrau Agnes Wilhelmine, geb. von Köpken (1769–1847). Franz Anton Niemeyer und Hermann Agathon Niemeyer waren seine jüngeren Brüder.
Seit dem 7. Juli 1816 war er verheiratet mit Marie, geb. Eberus (* 15. September 1791; † 10. September 1861). Zu den Kindern des Paares zählt Paul Viktor Niemeyer.

### Werdegang
Nach seinem Schulbesuch in Halle studierte er Humanmedizin an der Universität Halle und wurde hier 1810 zum Dr. med. promoviert. Er spezialisierte sich auf Gynäkologie und wirkte als Arzt und Professor an der Universität Halle. Von 1819 bis zu seinem Tod war er Direktor der Universitäts-Frauenklinik.
Sein Nachfolger wurde sein Schüler und Assistent Anton Friedrich Hohl.

## Werke
- De Origine Paris Quinti Nervorum Cerebri: Accedit Tabula Aenea. Dissertatio Inauguralis. Halae: In Libraria Orphanotrophei Halensis 1810 (Diss.)
- De Origine paris quinti nervorum cerebri monographia. Halae, 1812

1828 gab Niemeyer die Zeitschrift für Geburtshülfe und praktische Medizin. Eine Sammlung eigener und fremder Beobachtungen und Erfahrungen heraus, die jedoch über den ersten Jahrgang nicht hinauskam. Darin von ihm:
- I. Entwickelung dieser Zeitschrift zugrunde liegenden Idee und Tendenz. S. 1–23
- II. Das Gebärhaus der Universität Halle als Lehr- und Entbindungs-Anstalt. S. 23–189
- III. Beiträge zur Pathologie und Therapie der Geburtsbülfe, der Frauenzimmer- und Kinderkrankheiten. S. 189–260